# وساوس (مسلسل)
وساوس مسلسل دراما سعودي، وهو أول عمل سعودي تستحوذ عليه منصة نتفليكس، تدور أحداث المسلسل المكون من ثمان حلقات، حول عائلة تواجه شكوكًا تحيط بوفاة كبير العائلة (حسان) الذي يعود ماضيه الغامض إلى الظهور قبل أيام من الموعد المنتظر لإطلاق التطبيق الذكي الجديد لشركته، ليتم الكشف عن الحقائق بشكل مستمر، ولكن من منظور مختلف لأبطال العمل. يقدم المسلسل حبكة درامية للأحداث التي تحمل في طياتها العديد من المشاكل الاجتماعية، مثل الخلافات الأسرية وصراع البقاء في عالم الأعمال، والتي يعتريها الغموض من كل جانب.

## الممثلون
- عبد المحسن النمر
- شيماء الفضل
- ميسون الرويلي
- إلهام علي
- ندى توحيد
- نورة العنبر
- ليلى عربي
- علي الشريف
- أسامة القس
- محمد علي

## روابط خارجية
- وساوس على موقع IMDb (الإنجليزية)
- وساوس على موقع روتن توميتوز (الإنجليزية)
- وساوس على موقع نتفليكس (الإنجليزية)
- وساوس على موقع قاعدة بيانات الأفلام العربية
- وساوس على موقع فيلمافينيتي (الإسبانية)
- وساوس على موقع ليتربوكسد (الإنجليزية)
- وساوس على موقع كينوبويسك (الروسية)
- وساوس على موقع ألو سيني (الفرنسية)
- وساوس على موقع قاعدة بيانات الفيلم (الإنجليزية)